# Saint Croix (dopływ Missisipi)
Saint Croix (ang. Saint Croix River) – rzeka w Stanach Zjednoczonych, w stanach Wisconsin i Minnesota, dopływ Missisipi. Długość rzeki wynosi 272 km.
Rzeka wypływa z jeziora Upper Saint Croix w hrabstwie Douglas, w stanie Wisconsin, na wysokości około 310 m n.p.m. Rzeka płynie w kierunku południowo-zachodnim i południowym. Na odcinku 210 km wyznacza znaczny fragment granicy stanów Wisconsin i Minnesota. Do Missisipi uchodzi w pobliżu miasta Prescott, na południowy wschód od aglomeracji Minneapolis–Saint Paul, na wysokości 214 m n.p.m..
Większe miasta położone nad rzeką to St. Croix Falls, Taylors Falls, Osceola, Stillwater, Bayport, Hudson, Lakeland, Lake St. Croix Beach, Afton i Prescott.